# Ausleitungskraftwerk
Als Ausleitungskraftwerk wird eine Bauform von Wasserkraftwerken bezeichnet, bei der Maschinenhaus und Stauanlage örtlich getrennt sind. Der Begriff steht im Gegensatz zum Flusskraftwerk im engeren Sinne, bei dem das Maschinenhaus in die Stauanlage integriert ist.

## Funktionsweise
Oberhalb des Kraftwerks wird Wasser aus dem Fließgewässer durch eine Stauanlage ausgeleitet und in einer vom Fließgewässer getrennten Wasserführung zum Maschinenhaus gebracht. Im ursprünglichen Flussbett verbleibt nur die nicht genutzte Restwassermenge, die auf die jeweiligen Anforderungen hinsichtlich der Ökologie des Flusses abgestimmt sein muss. Nach Verarbeitung im Maschinenhaus wird das Unterwasser dem Fließgewässer wieder zugeführt.
Die Wasserführung zum Maschinenhaus und von diesem zurück in das Fließgewässer kann ober- oder unterirdisch in Kanälen oder Rohren erfolgen. Sie muss neben den hydraulischen Anforderungen auch landschaftsgestalterischen Ansprüchen genügen. Im Besonderen muss darauf geachtet werden, dass die hydraulischen Reibungsverluste in der Wasserführung möglichst gering gehalten werden.
Der große Vorteil einer solchen Anlage besteht in der Tatsache, dass die Errichtung des Kraftwerks in einer trockenen Baugrube erfolgt. Nachteilig wirken sich die teilweise erheblichen Baumaßnahmen für die Zu- und Ableitungskanäle aus.

## Arten von Ausleitungskraftwerken

### Kanalkraftwerk

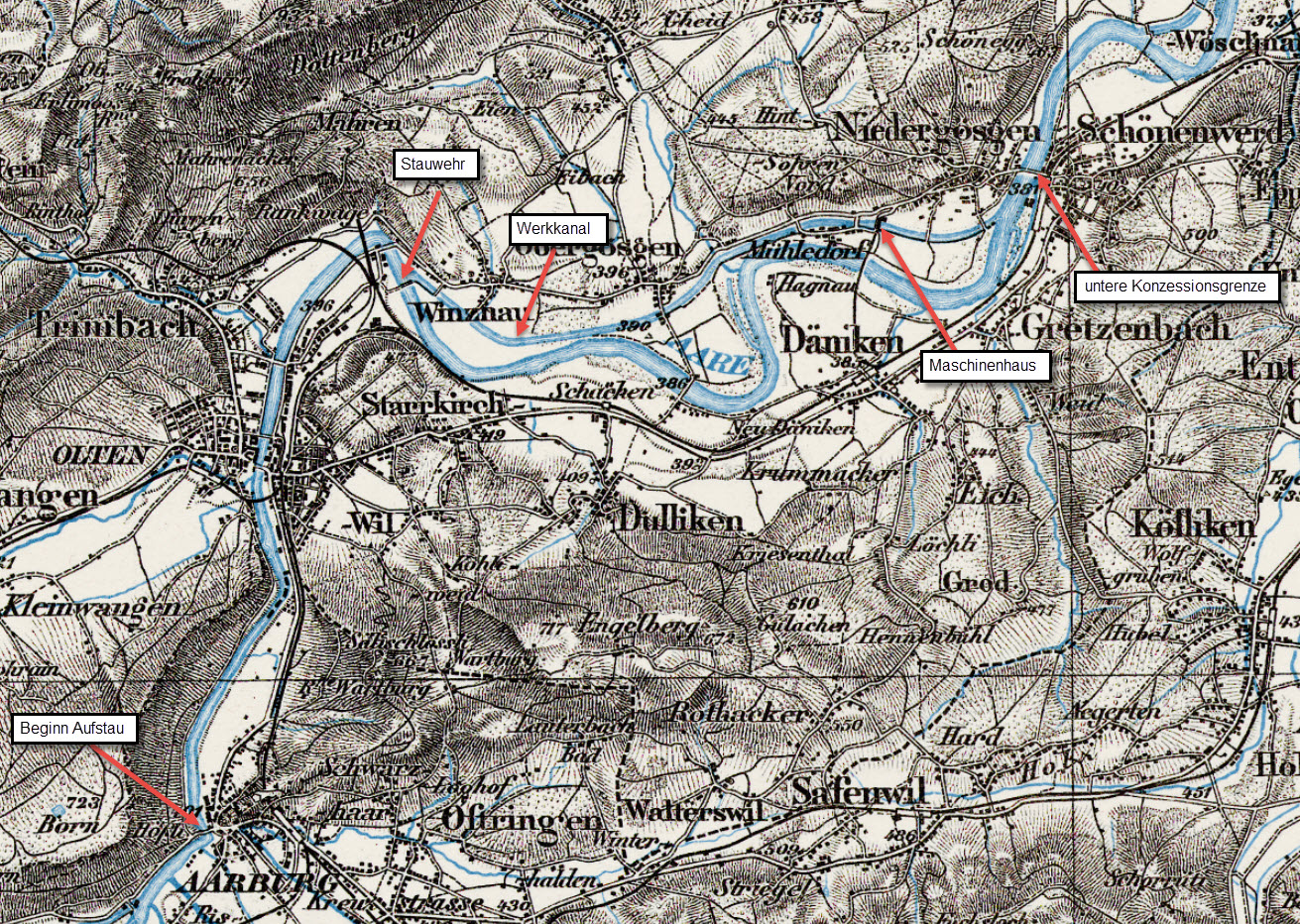
Ausleitungskraftwerk (Kraftwerk Gösgen)

Bei Kanalkraftwerken wird das Wasser in einem offenen Kanal zum Maschinenhaus geführt. Die Variante wird bei stark mäandrierenden Flüssen mit wenig Gefälle angewendet. Ein höheres Gefälle kann durch Abkürzung des Flusslaufes erreicht werden. Die Fallhöhe kann bis 15 m betragen.
Beispiele:
- Kraftwerk Gösgen▼ an der Aare
- Kraftwerk Dubrava▼ an der Drau in Kroatien

Die folgenden Arten sind spezielle Formen von Kanalkraftwerken:

#### Schleifenkraftwerk

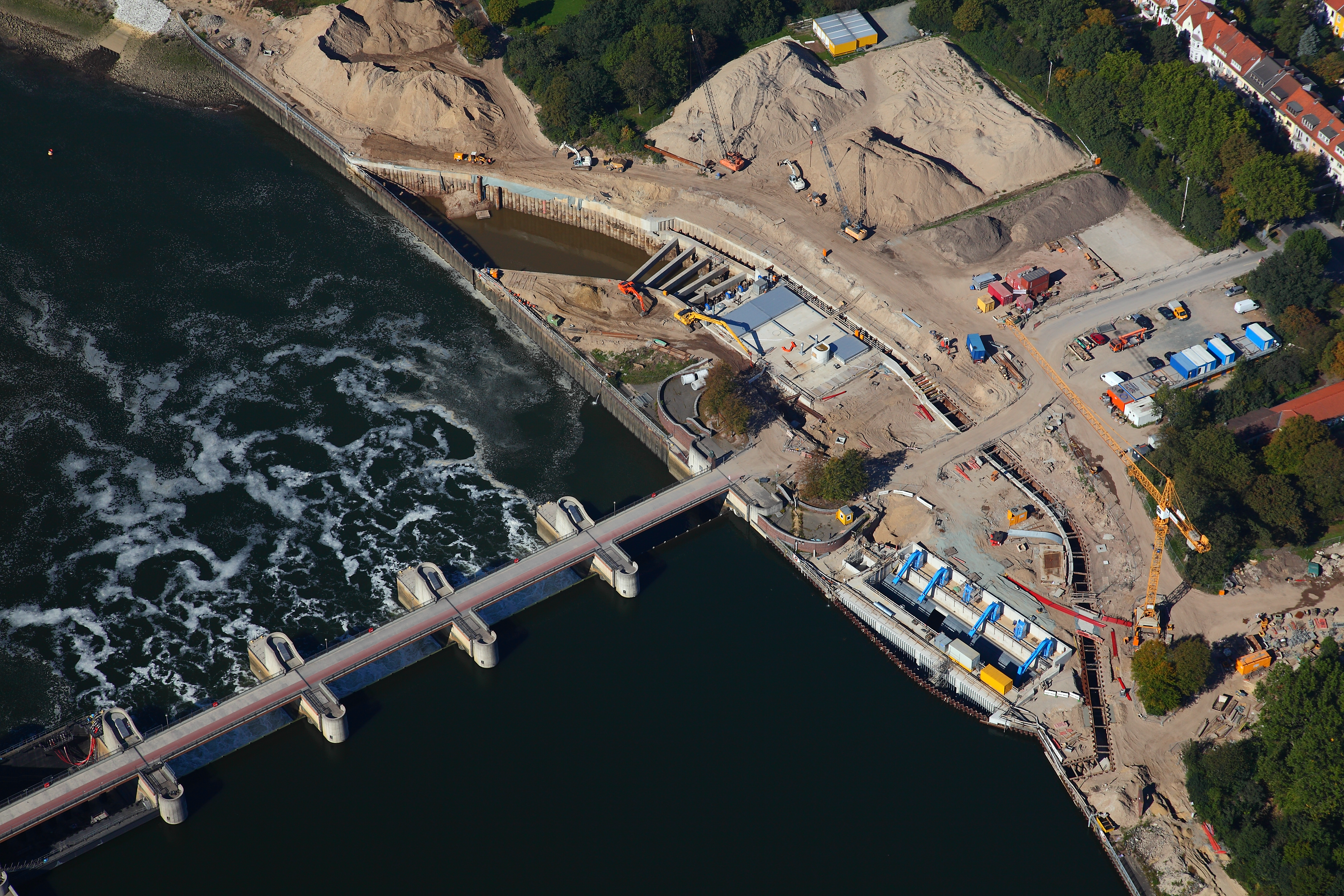
Schleifenkraftwerk (Weserkraftwerk Bremen)

Beim Schleifenkraftwerk bildet der Kraftwerkskanal mit dem Maschinenhaus eine kleine künstlich geschaffene Schleife.
Beispiel:
- Weserkraftwerk Bremen

#### Schlingenkraftwerk

Schlingenkraftwerk, links der Kanal, rechts die natürliche Flusswindung. (ehemaliges Kraftwerk Ruppoldingen)

Das Maschinenhaus ist in einem Kanal angeordnet, der eine Flusswindung abkürzt.
Beispiel:
- Kraftwerk Kirchbichl▼
- Altes Kraftwerk Ruppoldingen▼ von 1896

### Umleitungskraftwerk

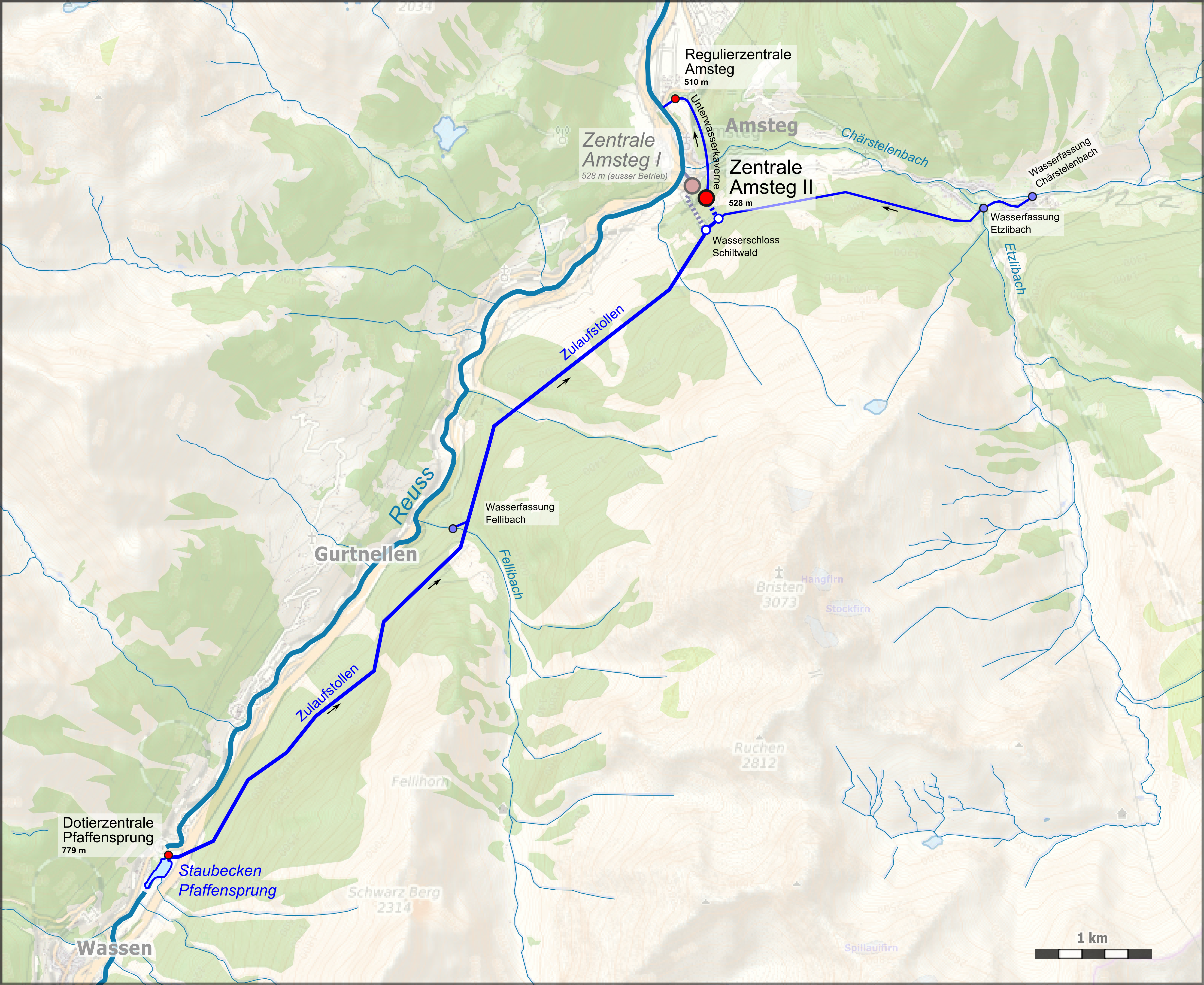
Umleitungskraftwerk (Kraftwerk Amsteg)

Bei dieser Art von Ausleitungskraftwerken fließt das Wasser in einem geschlossenen Druckstollen von der Wasserfassung zum Maschinenhaus. Diese Kraftwerke haben in der Regel Fallhöhen höher als 15 m bis einige hundert Meter und können somit auch Hochdruckkraftwerke sein. Diese Bauart ist oft in den Voralpen und Alpen anzutreffen. Der Stauraum wird meist als kleiner Stausee erstellt, der als Tages- oder Wochenspeicher dient, damit die Energieproduktion an den Bedarf angepasst werden kann.
Beispiele:
- Kraftwerk Bristen▼[4]
- Kraftwerk Amsteg▼ an der Reuss (Fluss)